# Championnat du Panama de football 1994-1995
Navigation
Saison précédente Saison suivante
Le Championnat ANAPROF 1994-1995 est la septième édition de la première division panaméenne.
Lors de ce tournoi, l'Euro Kickers a tenté de conserver son titre de champion du Panama face aux sept meilleurs clubs panaméens.
Seulement deux places étaient qualificatives pour la Coupe des champions de la CONCACAF.

## Les huit clubs participants
| \| Panama City : Euro Kickers Panamá Viejo FC CD Plaza Amador Tauro FC CD Pan de Azúcar Panama City Deportivo M y M San Francisco FC Bravos del Projusa \| Localisation des clubs engagés dans le championnat. |
| Panama City : Euro Kickers Panamá Viejo FC CD Plaza Amador Tauro FC CD Pan de Azúcar Panama City Deportivo M y M San Francisco FC Bravos del Projusa                                                           |

| Club                    | Stade                                    | Capacité          | Ville                |
| Bravos del Projusa (es) | Stade Omar Torrijos                      | Capacité inconnue | Santiago de Veraguas |
| Euro Kickers            | Stade Rommel Fernández Stade Javier Cruz | 32 000 2 500      | Panama City          |
| Deportivo M y M         | Stade inconnu                            | Capacité inconnue | Río Mar              |
| CD Pan de Azúcar (en)   | Stade Javier Cruz                        | 2 500             | San Miguelito        |
| Panamá Viejo FC         | Stade Rommel Fernández                   | 32 000            | Panamá Viejo         |
| CD Plaza Amador         | Stade Rommel Fernández                   | 32 000            | Panama City          |
| San Francisco FC        | Stade Agustín Sánchez                    | 3 040             | La Chorrera          |
| Tauro FC                | Stade Rommel Fernández                   | 32 000            | Panama City          |

## Bilan du tournoi
| Tableau d'Honneur        |                  |
| Compétition              | Vainqueur        |
| Championnat ANAPROF 1995 | San Francisco FC |

| Qualifications continentales 1994-1995       |                                               |
| Coupe des champions de la CONCACAF           | Qualifiés                                     |
| Premier tour de qualification                | Bravos del Projusa (es) Deportivo Árabe Unido |
| Coupe des vainqueurs de coupe de la CONCACAF | Qualifiés                                     |
| Deuxième tour de qualification               | Cosmos FC                                     |

| Promotions et relégations |                                                               |
| Relégué en Primera A      | Deportivo M y M                                               |
| Promu de Primera A        | Atlético Nacional (en) Atlético Chiriquí Orión Municipal (en) |